# L'Arrestation des frères de Joseph
L'Arrestation des frères de Joseph est une peinture à l'huile sur panneau de bois de 26 × 19 cm réalisée vers  1515-1516 par Le Bacchiacca, peintre italien de l'école florentine,  et conservée à la Galerie Borghèse de Rome. Elle faisait partie de la décoration de la chambre nuptiale Borgherini.

## Description
La scène montre les frères, reconnaissables à leur grand chapeau de paille ou à leur bâton de voyageur, arrêtés par les gardiens et conduits dans la prison dont on aperçoit la porte basse à droite.